# Боливия на зимних Олимпийских играх 1980
Боливия принимала участие в Зимних Олимпийских играх 1980 года в Лейк-Плесид (США) после двадцатичетырёхлетнего перерыва, во второй раз за свою историю, но не завоевала ни одной медали.
Страну представляли 3 спортсмена-горнолыжника, все мужчины. Самым молодым участником сборной был 19-летний Виктор Уго Аскарунс-младший, самым старшим — 22-летний Билли Фарвиг Авароа.
Знаменосцем сборной был Билли Фарвиг Авароа — племянник Рене Фарвига, который представлял Боливию на зимних Олимпийских играх 1956 года.

## Результаты
Лучшим результатом стало 42 место Билли Фарвига в скоростном спуске.
Соревнования прошли с 14 по 23 февраля 1980 года на горе Уайтфейс (англ. Whiteface Mountain) близ городка Уилмингтон, северо-восточнее Лейк-Плэсида.
| Спортсмен           | Соревнование      | Заезд 1        | Заезд 1 | Заезд 2 | Заезд 2 | Итог              | Итог  |
| Спортсмен           | Соревнование      | Время          | Место   | Время   | Место   | Время             | Место |
| ------------------- | ----------------- | -------------- | ------- | ------- | ------- | ----------------- | ----- |
| Скотт Санчес        | Скоростной спуск  |                |         |         |         | дисквалифицирован | -     |
| Билли Фарвиг        | Скоростной спуск  |                |         |         |         | 2:12.66           | 42    |
| Скотт Санчес        | Гигантский слалом | не финишировал | -       | -       | -       | не финишировал    | -     |
| Билли Фарвиг        | Гигантский слалом | не финишировал | -       | -       | -       | не финишировал    | -     |
| Виктор Уго Аскарунс | Гигантский слалом | не финишировал | -       | -       | -       | не финишировал    | -     |
| Скотт Санчес        | Слалом            | не финишировал | -       | -       | -       | не финишировал    | -     |
| Билли Фарвиг        | Слалом            | не финишировал | -       | -       | -       | не финишировал    | -     |
| Виктор Уго Аскарунс | Слалом            | не финишировал | -       | -       | -       | не финишировал    | -     |